# Regno d'Imerezia
Il Regno di Imerezia (in georgiano იმერეთის სამეფო?) venne istituito nel 1455 da un membro della dinastia dei Bagrationi, quando il Regno di Georgia venne a frantumarsi in regni rivali. Prima di allora, l'Imerezia veniva considerato un regno separato all'interno del regno di Georgia, per cui un ramo cadetto della famiglia reale bagrationide tenne la corona a cominciare dal 1260, con Davide VI re di Georgia. Ciò avvenne a causa della conquista mongola del XIII secolo, che decentralizzò e frammentò la Georgia, costringendo al trasferimento dei centri governativi alle province. Dal 1455 in avanti, tuttavia, il regno divenne centro di frequenti conflitti territoriali tra forze georgiane, russe, persiane e turche, e l'Imerezia finì così per essere annessa definitivamente alla Russia nel 1810. Per tutto questo periodo i principati di Mingrelia, Abcasia e Guria dichiararono la loro indipendenza dall'Imerezia, formando i loro propri governi locali.

## Re d'Imerezia

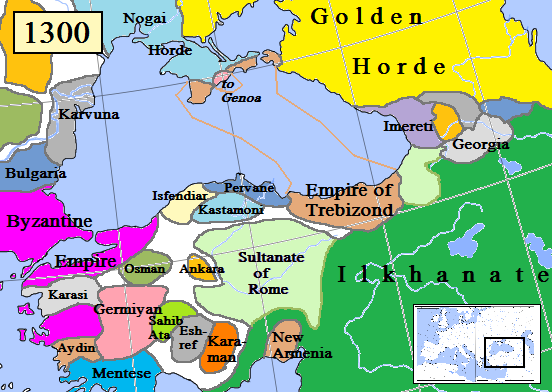
Il sotto-regno d'Imerezia (porpora/blu) nel 1300.

### Prima casata d'Imerezia
- Davide I (1258-1293)
- Constantino I (1293-1326)
- Michele (1326-1329)
- Bagrat I (1329-1330)

### Seconda casata d'Imerezia
- Bagrat II (1463-1478)
- Alessandro II (1478-1510)
- Bagrat III (1510-1565)
- Giorgio II (1565-1585)
- Leone (1585-1588)
- Rostom (1588-1589, 1590-1605)
- Bagrat IV (1589-1590)
- Giorgio III (1605-1639)
- Alessandro III (1639-1660)
- Bagrat V (1660-1661, 1663-1668, 1669-1678, 1679-1681)
- Vakhtang Tchutchunashvili (1661-1663) [1]
- Archil (1661-63, 1678-79, 1690-91, 1695-96, 1698)
- Demetrio (1663-1664) [1]
- Giorgio IV (1681-1683) [1]
- Alessandro IV (1683-1690, 1691-1695)
- Simone (1699-1701)
- Giorgio V (1696-1698) [1]
- Mamia (1701-02, 1711, 1713) [1]
- Giorgio VI (1702-1707) [1]
- Giorgio VII (1707-11, 1712-13, 1713-16, 1719 – 1720)
- Giorgio VIII (1716, 1720) [1]
- Alessandro V (1720-1741, 1742-1752)
- Giorgio IX (1741)
- Salomone I (1752-1766, 1768-1784)
- Teimuraz (1766-1768)
- Davide II (1784-1789, 1790-1791)
- Salomone II (1789-1790, 1792-1810)